# Barbican pourpré
Trachyphonus purpuratus
Espèce
Statut de conservation UICN

 LC  : Préoccupation mineure
Synonymes
- Trachylaemus purpuratus

Le Barbican pourpré (Trachyphonus purpuratus) est une espèce d'oiseaux appartenant à la famille des Lybiidae.

## Taxonomie
D'après la classification de référence (version 5.2, 2015) du Congrès ornithologique international, cette espèce est constituée des sous-espèces suivantes (ordre phylogénique) :
- Trachyphonus purpuratus goffinii  (Goffin, 1863) ;
- Trachyphonus purpuratus togoensis  (Reichenow, 1891) ;
- Trachyphonus purpuratus purpuratus  J. Verreaux & E. Verreaux, 1851 ;
- Trachyphonus purpuratus elgonensis  Sharpe, 1891.

Pour Handbook of the Birds of the World (2014), les sous-espèces goffinii et togoensis sont des espèces à part entière, respectivement le Barbican de Goffin (Trachylaemus goffinii) et le Barbican du Togo (Trachylaemus togoensis) ; et les deux sous-espèces purpuratus et elgonensis forment l'espèce Trachyphonus purpuratus.